# Prévost, Québec
Prévost är en stad (kommun av typen ville) i provinsen Québec i Kanada. Den ligger i regionen Laurentides, i den sydöstra delen av landet, 140 km öster om huvudstaden Ottawa.

## Tätorter
Statistique Canada avgränsade två tätorter (centres de population) i staden vid folkräkningen 2021.
| Namn              | Folkmängd | Landarea (km²) | Befolkningstäthet (invånare/km²) |
| ----------------- | --------- | -------------- | -------------------------------- |
| Terrasse-des-Pins | 4 395     | 6,53           | 673,1                            |
| Filion            | 3 572     | 3,49           | 1 024,1                          |